# 710e Infanteriedivisie (Duitsland)
De Duitse 710e Infanteriedivisie (Duits: 710. Infanterie-Division) was een Duitse infanteriedivisie tijdens de Tweede Wereldoorlog. De divisie werd opgericht op 3 mei 1941 en deed voornamelijk dienst in Noorwegen.
In de eerste maanden van het bestaan, mei en juni, was de divisie gelegerd in Duitsland. Eind juni werd de divisie overgeplaatst naar Noorwegen. Daar moest het onder meer veiligheidsoperaties en normale bezettingsactiviteiten uitvoeren. Ook was de eenheid deels belast met de kustverdediging. In december 1944 werd de eenheid naar Italië gezonden, om daar de terugtrekkende Duitse troepen te ondersteunen. Nadat de eenheid door de geallieerden tot in Oostenrijk was teruggedrongen, gaf het zich op 8 mei 1945, met de capitulatie van Duitsland, over. 

## Commandanten
| Naam                | Rang                   | Begin           | Eind            |
| ------------------- | ---------------------- | --------------- | --------------- |
| Theodor Petsch      | General der Infanterie | 3 mei 1941      | 1 november 1944 |
| Rudolf-Eduard Licht | Generalleutnant        | 1 november 1944 | 15 pri 1945     |
| Walter Gorn         | Generalmajor           | 15 april 1944   | 8 mei 1945      |

## Samenstelling

### 1941
- Infanterie-Regiment 730
- Infanterie-Regiment 740
- Artillerie-Abteilung 650
- Pionier-Kompanie 710
- Panzerjäger-Kompanie 710
- Nachrichten-Kompanie 710
- Versorgungseinheiten 710

### 1943
- Grenadier-Regiment 730
- Grenadier-Regiment 740
- I./Artillerie-Regiment 650
- Pionier-Bataillon 710
- Panzerjäger-Kompanie 710
- Nachrichten-Kompanie 710
- Versorgungseinheiten 710

### 1945
- Grenadier-Regiment 730
- Grenadier-Regiment 740
- Artillerie-Regiment 650
- Pionier-Bataillon 710
- Panzerjäger-Abteilung 710
- Nachrichten-Abteilung 710
- Feldersatz-Bataillon 710
- Versorgungseinheiten 710